# Loudwire
Loudwire — американский онлайн-журнал, посвященный хард-року и металу. Сайт принадлежит медиакорпорации Townsquare Media.
С момента своего запуска в августе 2011 года Loudwire опубликовал эксклюзивные интервью с Оззи Осборном, Metallica, Judas Priest, Guns N 'Roses, Megadeth, Mötley Crüe, Suicidal Tendencies и многими другими. Loudwire также впервые презентовал новый материал от групп Judas Priest, Anthrax, Jane’s Addiction, Stone Sour, Phil Anselmo и многих других рок-металлистов.
Каждый год Loudwire проводит награждение Loudwire Music Awards, где посетители сайта голосуют в опросах разных категорий.
В 2014 году сайт стал номинантом премии Webby в категории «Веб — Музыка».